# 遠田晋次
遠田 晋次（とおだ しんじ、1966年 - ）は、日本の地震学者。東北大学災害科学国際研究所教授。博士（理学）（東北大学）。

## 略歴
宮崎県延岡市出身。宮崎県立延岡東高等学校（現：宮崎県立延岡星雲高等学校）を経て、鹿児島大学理学部地学科を卒業し、東北大学大学院理学研究科前期博士課程を修了。電力中央研究所所属、米国地質調査所 (USGS) 客員研究員、東京大学地震研究所助手、産業技術総合研究所活断層研究センター研究員、京都大学防災研究所地震予知研究センター准教授を経て、2012年10月から東北大学災害科学国際研究所教授。

## 主な業績
- 遠田晋次・石村大輔 (2019) 熊本地震など内陸大地震で見いだされた誘発性地表地震断層と短い活断層の評価，第四紀研究，58，121-136.[4]
- Toda, S., and R. S. Stein (2018) Why aftershock duration matters for probabilistic seismic hazard assessment, Bulletin of Seismological Society of America, 108, 1414-1426.
- Toda, S., Kaneda, H., Okada, S., Ishimura, D., and Mildon, Z. (2016) Slip-partitioned surface ruptures for the Mw 7.0 16 April 2016 Kumamoto, Japan, earthquake, Earth, Planets and Space, 68, 188.
- Toda S., Stein R. S., Beroza G. C., Marsan D. (2012) Aftershocks halted by static stress shadows, Nature Geoscience, 5, 410-413, 10.1038/ngeo1465.

## 主な所属学会
- 日本地震学会[4]
- 地球惑星科学連合
- 日本応用地質学会
- 日本活断層学会
- American Geophysical Union
- Seismological Society of America

## 書籍
- 『連鎖する大地震』岩波書店、2013年。ISBN 9784000296045。[5]
- 『活断層地震はどこまで予測できるか　日本列島で今起きていること』講談社、2016年12月。 [6]